# Ferruccio Fazio
Ferruccio Fazio (né le 7 août 1944 à Garessio, dans la province de Coni, au Piémont) est une personnalité politique italienne, professeur d'université, médecin et maire de Garessio depuis 2019.
De 2009 à 2011, il est ministre de la Santé au sein du gouvernement Berlusconi IV.

## Biographie
Silvio Berlusconi annonce le 27 décembre 2008 à des journalistes que Ferruccio Fazio deviendra bientôt ministre de la Santé à part entière (il est alors secrétaire d'État depuis mai 2008). Le projet de décret-loi est adopté en conseil des ministres le 8 mai 2009 et il est promu ministre adjoint le même jour en attendant d'être nommé ministre à part entière le 15 décembre 2009.
Depuis mai 2019 il est maire de Garessio, village de sa naissance.

## Vie professionnelle

### Avant le 12 mai 2008
- Professeur de diagnostic par images et radiothérapie, faculté de médecine et chirurgie, université de Milan-Bicocca
- Directeur des services de médecine nucléaire et de radiothérapie, Institut scientifique H.S. Raffaele, Milan,
- Directeur de l'Institut des Bio-images et de Physiologie moléculaire du CNR, Milan,
- Directeur de l'Ecole de spécialisation en radio-diagnostic, Université de Milan-Bicocca.
- Président du Conseil d'administration de la Société "Laboratoire de technologies oncologiques HSR-Giglio (LATO HSR-Giglio) de Cefalù.

## Parcours politique
- depuis 2019 : Maire de Garessio
- 2009-2011 : Ministre de la Santé[1]